# Urko Pardo
Urko Rafael Pardo Goas (n. 28 ianuarie 1983) este un fotbalist spaniol cu triplă cetățenie (spaniolă/belgiană/cipriotă), în prezent sub contract cu APOEL Nicosia. Evoluează pe postul de portar, în sezonul 2007-2008 fiind desemnat cel mai bun jucător din campionatul Greciei, unde a fost sub contract cu Iraklis Salonic.

## Titluri
Olympiacos
- Superliga Greacă: 1

2010–11